# Kosi (bestuurlijke zone)
Kosi, ook Koshi, is een van de 14 zones van Nepal. De hoofdstad is Biratnagar, tevens de hoofdstad van het district Morang.

## Districten
Kosi is onderverdeeld in zes districten (Nepalees: jillā):
- Bhojpur
- Dhankuta
- Morang
- Sankhuwasabha
- Sunsari
- Terhathum

Bagmati · Bheri · Dhawalagiri · Gandaki · Janakpur · Karnali · Kosi · Lumbini · Mahakali · Mechi · Narayani · Rapti · Sagarmatha · Seti